# Zygothrica bilineata
Zygothrica bilineata är en tvåvingeart som först beskrevs av Samuel Wendell Williston  1896.  Zygothrica bilineata ingår i släktet Zygothrica och familjen daggflugor. Inga underarter finns listade i Catalogue of Life.